# Ismail Haddad
Pour les articles homonymes, voir Haddad.
Ismail Haddad (ou El Haddad), né le 3 août 1990 à Casablanca, est un footballeur marocain international évoluant au poste de milieu gauche au Wydad Athletic Club.

## Biographie
Ismail Haddad est né à Casablanca dans une famille originaire de Tafraout,connue par le surnom 103 a été formé au Tihad Athletic Sport, club basé au quartier Hay El Mohammedi à Casablanca. Il dispute sa première saison en première division lors de la saison 2014-2015, après son transfert au Hassania d'Agadir. Il dispute alors cette saison en championnat, 19 matchs pour 6 buts. Son club se classe 6e.
En 2015, il rejoint le Wydad Athletic Club, club champion la saison précédente. Il dispute avec ce club la Ligue des champions de la CAF 2016.
Il est sélectionné par Jamal Sellami pour disputer le CHAN 2018.
Le 22 novembre 2021, il figure parmi les 23 sélectionnés de Houcine Ammouta pour prendre part à la Coupe arabe de la FIFA 2021.

## Statistiques

### En sélection
Le tableau suivant liste les rencontres de l'équipe du Maroc dans lesquelles Ismail Haddad a été sélectionné depuis le 11 octobre 2016 jusqu'à présent.

## Palmarès
Wydad AC
- Championnat du Maroc
  - Champion : 2017 et 2019
  - Vice-champion : 2016, 2018 et 2020
- Ligue des champions de la CAF
  - Vainqueur : 2017
  - Finaliste : 2019
- Supercoupe de la CAF
  - Vainqueur : 2018

 Équipe du Maroc A'
- Le Championnat d'Afrique des nations (CHAN)
  - Champion: 2018